# Červený Důl
Červený Důl (do roku 1924 Červený Grunt, něm. Rothengrund) je osada, která je částí obce Uhelná. Dostala jméno podle potůčku Červený potok, který zde pramení. Leží v Rychlebských horách, 6 km jihozápadně od Uhelné a 2 km severně od Nových Vilémovic. Červený Důl se však nachází v příjemném přírodním prostředí a je využíván k rekreaci.

## Historie
Podle záznamů skorošické fary z roku 1600 začínají podél cesty z Nových Vilémovic do Račího Údolí vznikat první obydlí v Červeném Dole.
Roku 1632 a 1633 postihl zdejší kraj mor a velký počet lidí mu padlo za oběť. Mrtví z okolí byli sváženi na vozech a pohřbívali se vedle cesty do Červeného Dolu (tzv. Kopec mrtvých, něm. Totenhübel). Byli zde pohřbeni i mrtví z bitvy mezi císařskými a švédskými vojsky.
V roce 1774 získali dva kupci 13 šelfů panských pastvin v prostoru Červeného Dolu a vzniká zde nová kolonie, která se rozšiřuje zejména po roce 1785. Obyvatelé osady se živili zemědělstvím - obděláváním nepříliš úrodné půdy a pastevectvím. V roce 1806 zde stálo 14 domů, v nichž žilo 86 obyvatel. V roce 1811 měla osada již 17 domů a 98 obyvatel.
V roce 1832 bylo rozhodnuto postavit kapli svatého Rocha a později také velký hostinec. Roku 1836 zde žilo ve 13 roztroušených domech 127 obyvatel; chovali 3 koně a 22 krav.
Osada náležela od počátku obecního zřízení roku 1850 k Novým Vilémovicím, s nimiž byla roku 1949 připojena k Uhelné.
Po odsunu původních obyvatel v letech 1945-1946 byla nejprve částečně dosídlena, později však zcela opuštěna a téměř zanikla.

## Kaple
V roce 1832 zde vládla epidemie cholery, při níž zemřeli v okolí desítky lidí. Na upomínku této rány bylo ještě téhož roku rozhodnuto postavit kapli svatého Rocha, k čemuž byl zřízen fond z dobrovolných příspěvků.
Kaple byla postavena v roce 1881 a v roce 1905 se zde konala slavnostní mše za účasti Jeho Excelence kardinála Koopa, biskupa vratislavského, který věnoval oltář do této kaple.
Pro potřeby zbrojení za 2. světové války bylo nařízeno odevzdat zvon.

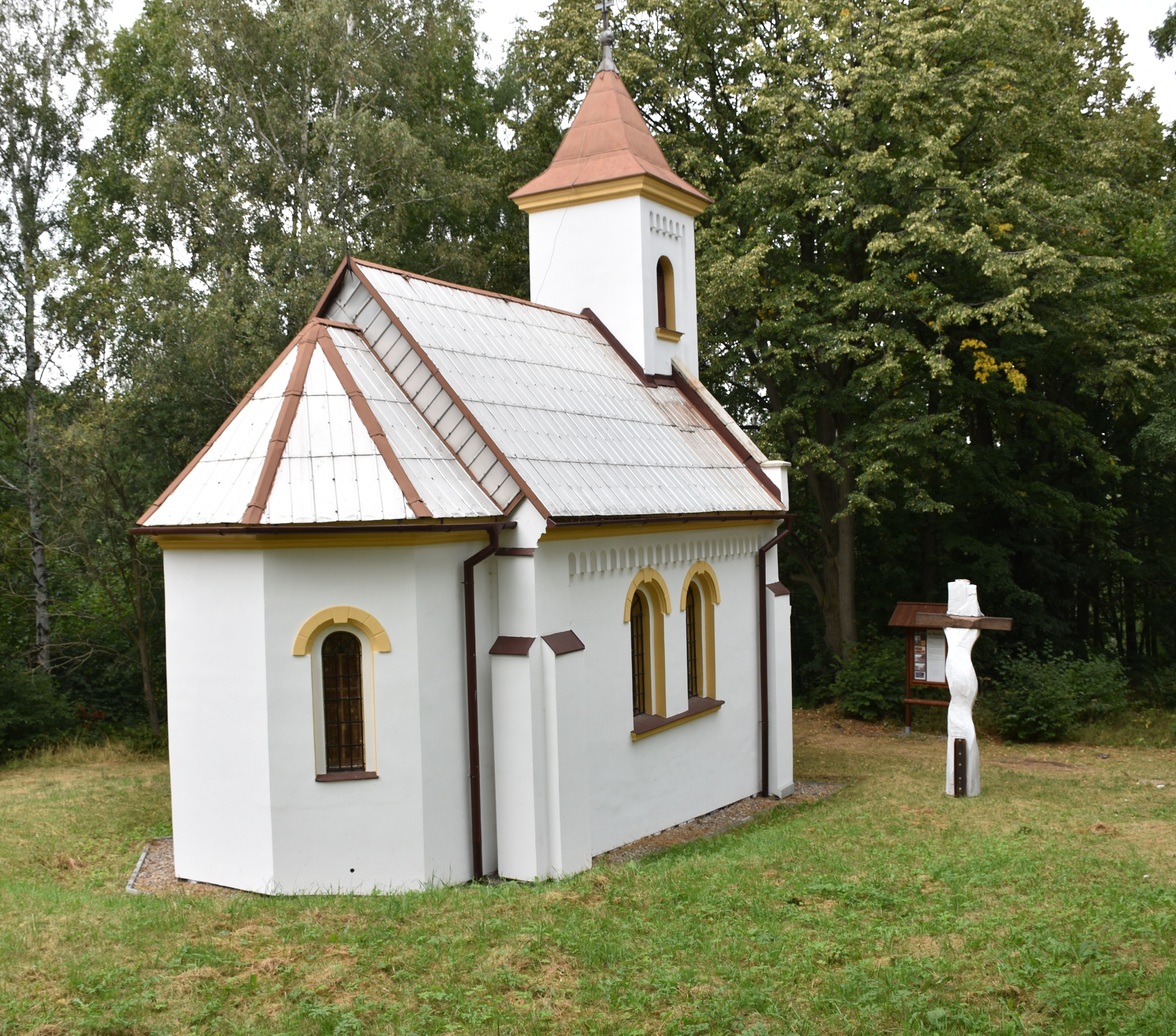
Kaple svatého Rocha

V roce 1997 byla provedena celková oprava této kaple, upraveno okolí a opravena přístupová cesta. Slavnostní mše se dne 25. května 1997 osobně účastnil Jeho Excelence Monsignore František Václav Lobkowicz, sídelní biskup ostravsko-opavské diecéze. Takového hodnostáře přivítali farníci ve zdejším kraji po více než 90 letech.

## Vývoj počtu obyvatel a domů

### Počet obyvatel
Počet obyvatel Červeného Dolu podle sčítání nebo jiných úředních záznamů:
| Rok            | 1804 | 1836 | 1869 | 1880 | 1890 | 1900 | 1910 | 1911 | 1921 | 1930 | 1950 | 1961 | 1970 | 1980 | 1991 | 2001 | 2011 |
| -------------- | ---- | ---- | ---- | ---- | ---- | ---- | ---- | ---- | ---- | ---- | ---- | ---- | ---- | ---- | ---- | ---- | ---- |
| Počet obyvatel | 150  | 127  | 108  | 94   | 96   | 85   | 86   | 86   | 79   | 75   | 4    | 26   | 0    | 0    | 0    | 2    | 8    |

1. ↑  z toho: 74 Němců; 75 řím. kat.

### Počet domů
| Rok        | 1804 | 1836 | 1869 | 1880 | 1890 | 1900 | 1910 | 1911 | 1921 | 1930 | 1950 | 2001 | 2011 |
| ---------- | ---- | ---- | ---- | ---- | ---- | ---- | ---- | ---- | ---- | ---- | ---- | ---- | ---- |
| Počet domů | 17   | 13   | 19   | 23   | 20   | 20   | 21   | 21   | 21   | 19   | 21   | 2    | 3    |

V Červeném Dole je evidováno 15 adres : jen 3 čísla popisná (trvalé objekty) a 12 číslel evidenčních (dočasné či rekreační objekty). Při sčítání lidu roku 2001 zde byly napočteny 2 trvale obydlené domy.